# ضاحية بوابة مكة
ضاحية بوابة مكة؛ هي أحدى الضواحي السكنية التابعة للشركة الوطنية للإسكان أولى الضواحي السكنية في منطقة مكة المكرمة. تمتد الضاحية على مساحة 5 ملايين متر مربع وتحتوي على أكثر من ثمانية آلاف وحدة سكنية، وتستوعب أكثر من 38 ألف نسمة.

## الموقع الجغرافي
تقع في موقع استراتيجي في الجهة الغربية من مكة المكرمة وداخل حد الحرم ليسهل الوصول بالطرق الرئيسية كطريق الأمير محمد بن سلمان بن عبد العزيز الرئيسي المؤدي إلى مكة المكرمة من جدة بالإضافة إلى سهولة الوصول إلى المسجد الحرام خلال 30 دقيقة.

## وصلات خارجية
- كتيب ضاحية بوابة مكة
- "الوطنية للإسكان" تعلن عن أولى الضواحي العمرانية في مكة المكرمة
- تحت رعاية سمو أمير منطقة مكة المكرمة وزير الإسكان يدشن "ضاحية بوابة مكة" أولى ضواحي الوطنية للإسكان في العاصمة المقدسة
- الحقيل يدشن ضاحية بوابة مكة أول ضواحي الوطنية للإسكان في مكة

## نظر أيضًا
- الضواحي
- ضاحية الجوهرة
- ضاحية خزام
- التطوير العقاري